# Rhipha flammula
Rhipha flammula là một loài bướm đêm thuộc phân họ Arctiinae, họ Erebidae.